# Austrothaumalea zentae
Austrothaumalea zentae är en tvåvingeart som beskrevs av Günther Theischinger 1986. Austrothaumalea zentae ingår i släktet Austrothaumalea och familjen mätarmyggor. Inga underarter finns listade.